# Clownhouse
Clownhouse är en amerikansk långfilm från 1990 i regi av Victor Salva, med Nathan Forrest Winters, Brian McHugh, Sam Rockwell och Michael Jerome West i rollerna.

## Handling
Unge Casey är livrädd för clowner. Varför vet han inte riktigt, men om nätterna drömmer han hemska mardrömmar om de sminkade varelserna. En kväll, när Casey och hans två bröder skall vara ensamma hemma, beger de sig till cirkusen. Casey lyckas inte övervinna sin rädsla den här gången heller. Han blir jätteskraj när han får syn på clownerna och bröderna beger sig hemåt. Samma kväll rymmer tre mentalpatienter. De stannar till vid cirkusen, dödar clownerna och tar deras kostymer. Snart är de på väg mot pojkarnas hus...

## Rollista
| Nathan Forrest Winters | – Casey Collins         |
| Brian McHugh           | – Geoffrey Collins      |
| Sam Rockwell           | – Randy                 |
| Michael Jerome West    | – Lunatic Cheezo        |
| Byron Weible           | – Lunatic Bippo         |
| David C. Reinecker     | – Lunatic Dippo         |
| Timothy Enos           | – Real Cheezo / Georgie |
| Frank Diamanti         | – Real Bippo / Charlie  |
| Karl-Heinz Teuber      | – Real Dippo            |
| Viletta Skillman       | – Mrs. Collins - Mamma  |